# Праведники народов мира в Азии
Праведники народов мира в Азии — представители азиатского региона, спасавшие евреев в период Холокоста, которым присвоено почётное звание «Праведник народов мира» израильским Институтом Катастрофы и героизма «Яд ва-Шем». Такие звания присвоены 7 людям.

## Список

### Вьетнам
| Имя                                            | Номер | Дата присвоения звания | Место спасения | Профессия | Информация о подвиге                                       |
| ---------------------------------------------- | ----- | ---------------------- | -------------- | --------- | ---------------------------------------------------------- |
| Поль Нгуен Конг Ань вьет. Paul Nguyễn Công Anh | 10937 | 30 апреля 2007         | Ницца, Франция | Студент   | Спасённые: - Якуб, Роланд и Саломе Берлинер - Ядвига Нгуен |

### Индонезия
| Имя                                           | Номер   | Дата присвоения звания | Место спасения    | Профессия          | Информация о подвиге |
| --------------------------------------------- | ------- | ---------------------- | ----------------- | ------------------ | --- |
| Толе Мадна индон. Tolé Madna                  | 9887    | 12 марта 2003          | Гаага, Нидерланды | Работник ресторана | Спас Альфреда Мюнцера. В 1945 году умерла Мима Саина, а 1 сентября 1992 года — Толе Мадна, не дожив до присвоения звания праведников мира. |
| Мима Саина индон. Mima Saina                  | 9887.1  | 12 марта 2003          | Гаага, Нидерланды | Няня               | Спас Альфреда Мюнцера. В 1945 году умерла Мима Саина, а 1 сентября 1992 года — Толе Мадна, не дожив до присвоения звания праведников мира. |
| Рахмад Кусумоброто индон. Rachmad Kusumobroto | 10322.1 | 27 июля 2020           | Риесн, Нидерланды | —                  | — |

### Китай
| Имя                       | Номер | Дата присвоения звания | Место спасения | Профессия          | Информация о подвиге                                                                               |
| ------------------------- | ----- | ---------------------- | -------------- | ------------------ | -------------------------------------------------------------------------------------------------- |
| Хэ Фэншань кит. 何鳳山    | 8688  | 7 августа 2000         | Вена, Австрия  | Генеральный консул | Хэ Фэншань занимался выдачей виз евреям в Шанхай. Спасённые: - Эрик Голдстаб - Лилит-Сильвия Дорон |
| Пан Цзюньшунь кит. 潘均順 | 6437  | 19 января 1995         | Харьков, УССР  | -                  | Спас Людмилу Люрие.                                                                                |

### Турция
| Имя                                         | Номер | Дата присвоения звания | Место спасения | Профессия | Информация о подвиге                                            |
| ------------------------------------------- | ----- | ---------------------- | -------------- | --------- | --------------------------------------------------------------- |
| Селахаттин Улькюмен тур. Selahattin Ülkümen | 4128  | 13 декабря 1989        | Родос          | Дипломат  | Спасённые: - Морис Сориано - Даниэль Туриэль - Матильда Туриэль |

### Япония
| Имя                         | Номер | Дата присвоения звания | Место спасения | Профессия | Информация о подвиге |
| --------------------------- | ----- | ---------------------- | -------------- | --------- | --- |
| Тиунэ Сугихара яп. 杉原千畝 | 2861  | 4 октября 1984         | Каунас, Литва  | Дипломат  | Сугихара спас несколько тысяч польских евреев, выдав им транзитные японские визы, с помощью которых они сумели уехать в Японию и пережить войну. |

## Комментарии
1. ↑  Информация о Кусумоброто есть в базе данных Яд ва-Шем, но отсутствует в списках праведников по странам.